# Biscutella scaposa
Biscutella scaposa là một loài thực vật có hoa trong họ Cải. Loài này được Sennen ex Mach.-Laur. mô tả khoa học đầu tiên năm 1926.